# رجب النعمة
رجب عبد الرزاق النعمة (1898–1967) هو سياسي وإداري عراقي سابق، وهو أول مدير لبلدية البصرة خلال فترة الانتداب البريطاني على العراق.

## النشأة
وُلد رجب في البصرة سنة 1898 خلال فترة الدولة العثمانية. كان والده، عبد الرزاق النعمة، سياسياً مقرباً من الزعيم السياسي طالب النقيب. وقد رُشح عن حزب الحرية والائتلاف في الانتخابات النيابية لـمجلس المبعوثان العثماني في إسطنبول، وفاز بعضوية المجلس سنة 1914. تعلّم رجب في المدارس العثمانية، ثم التحق بالكلية الإسلامية العثمانية في بيروت، وأكمل دراساته العليا في الجامعة الأمريكية في بيروت.

## المناصب الإدارية

### بلدية البصرة
عاد رجب إلى البصرة بعد إكمال دراسته، وفي 15 يونيو 1920 عُين من قبل الحاكم العسكري البريطاني مديراً لبلدية البصرة، ليكون أول من يتولى هذا المنصب خلال فترة الانتداب البريطاني على العراق، واستقال من منصبه بعد أربع سنوات.

### الشركة العامة للموانئ
في سنة 1929 انتقل رجب للعمل في الشركة العامة لموانئ العراق، وتولى مناصب إدارية فيها حتى عام 1958 حين أُحيل إلى التقاعد. وخلال فترة عمله، شغل منصب رئيس نادي الميناء الرياضي سنة 1946، ليكون أول عراقي يترأس النادي بعد أن كان برئاسة البريطانيين.

## العائلة
لرجب ابنان، أكبرهما مصطفى النعمة، وهو أحد الأطباء المعروفين في العراق خلال سبعينيات القرن العشرين، ومؤسس كلية الطب في جامعة البصرة وعميدها بين 1971 و1975.